# Bahnhof Flacht
Der Bahnhof Flacht war ein Bahnhof an der Aartalbahn in Flacht (Rhein-Lahn-Kreis) in Rheinland-Pfalz.

## Geschichte

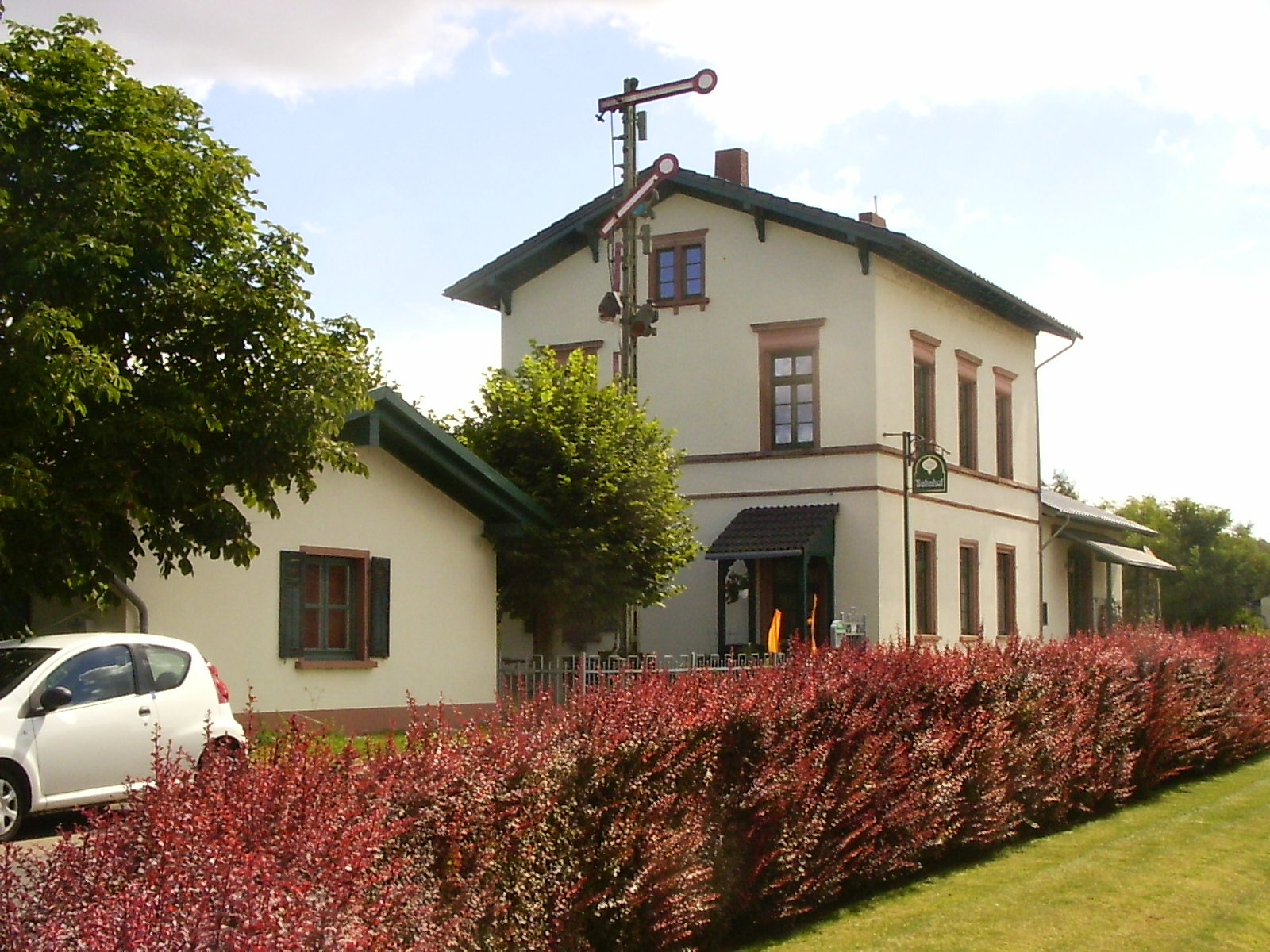
Formsignal auf dem Grundstück des Empfangsgebäudes (2012)

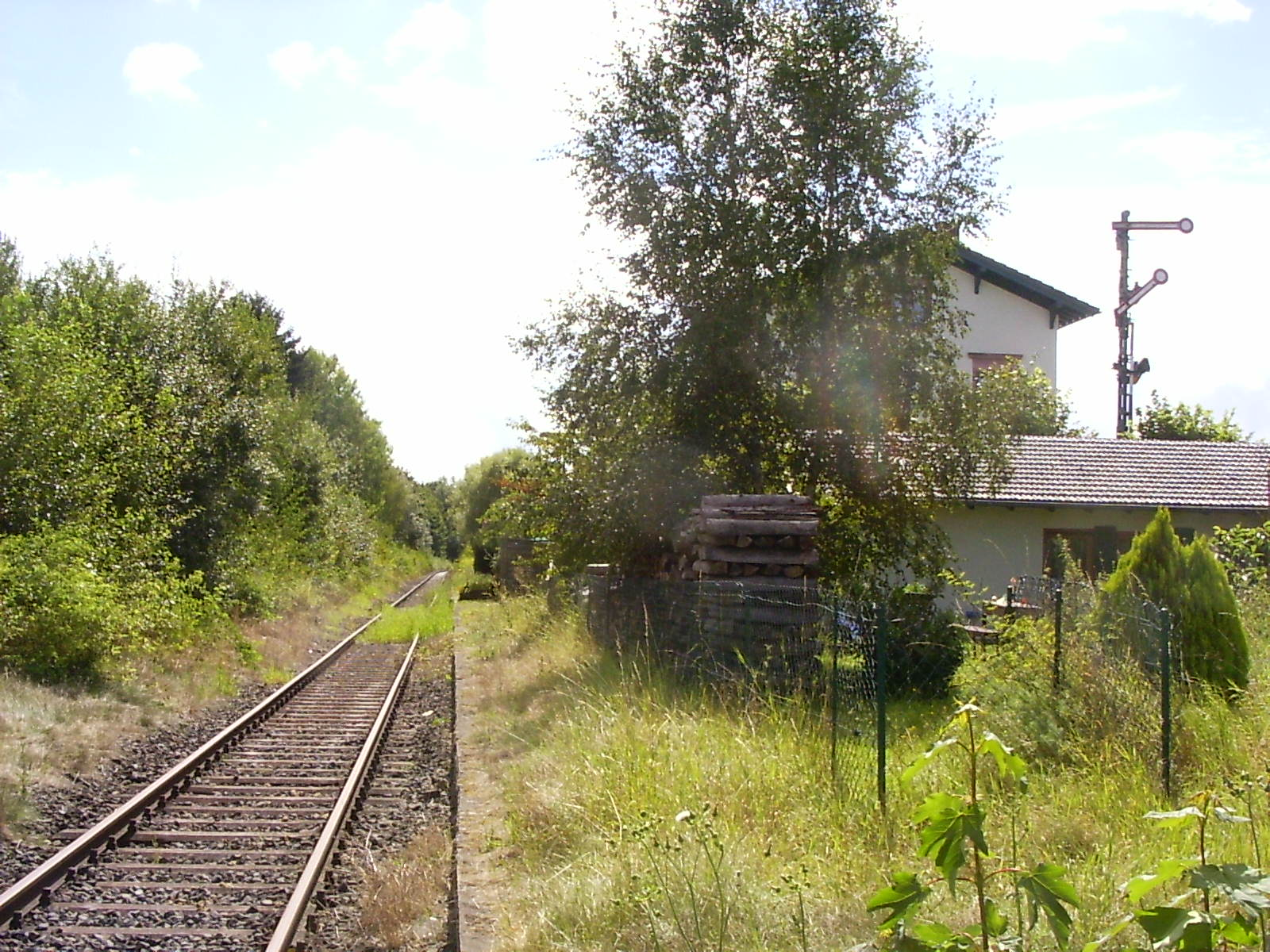
Gleisseitige Ansicht (2012)

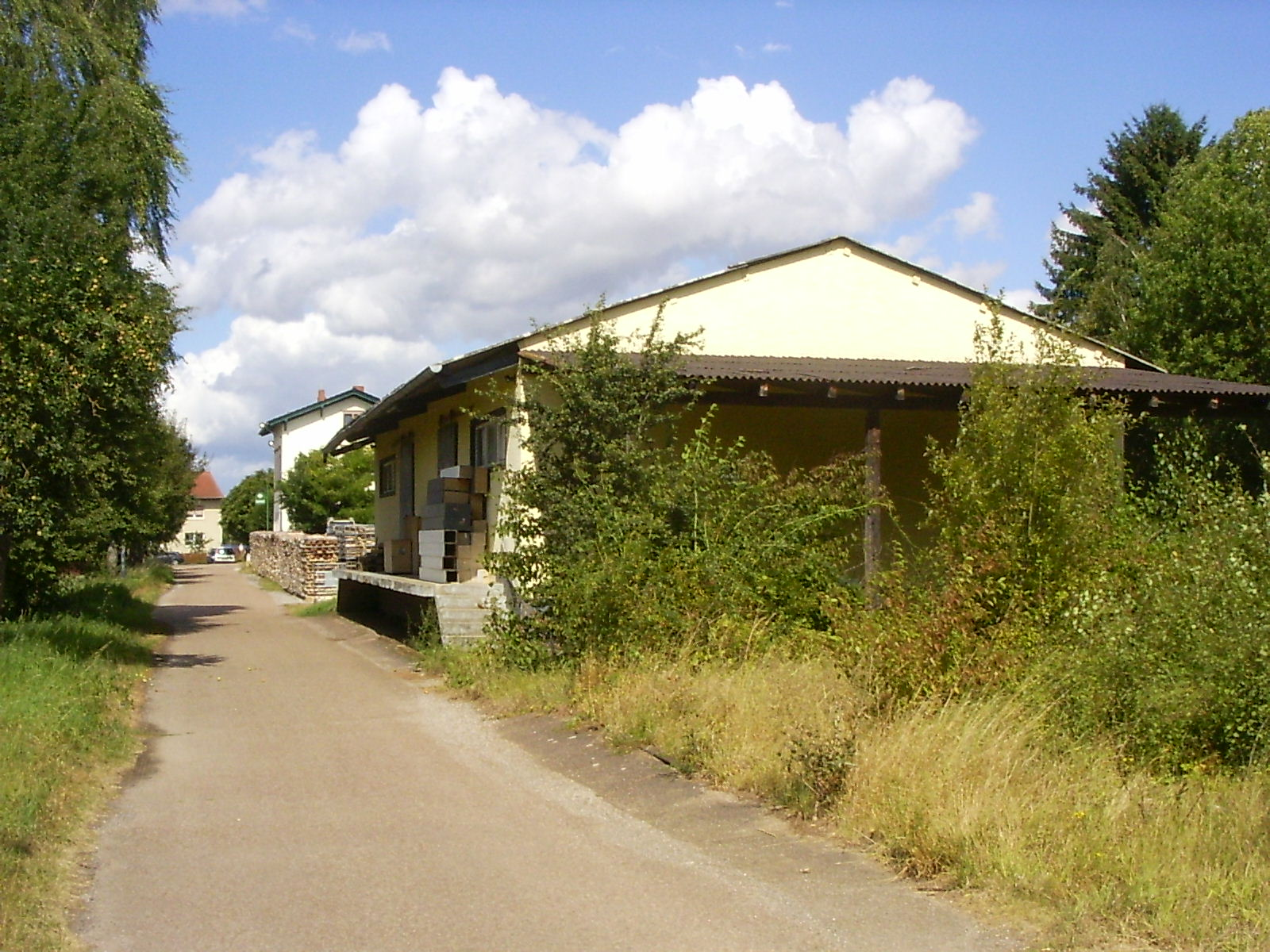
Ehemalige Güterabfertigungsanlage (2012)

Der Bahnhof Flacht ging gemeinsam mit dem Abschnitt der Aartalbahn zwischen Diez und Zollhaus in Betrieb. Der Bahnhof war mit Personal besetzt, er verfügte über einen Fahrkartenschalter, eine Reisegepäckabfertigung, einen Warteraum sowie Dienstwohnungen für Bahnpersonal im Obergeschoss. Im Bahnhof befand sich ein mechanisches Stellwerk. Der Bahnhof hatte einen Güterschuppen sowie eine Verladerampe.
Das unter Denkmalschutz stehende Empfangsgebäude, das im Jahr 1900 fertiggestellt wurde, wurde 1990 an private Eigentümer verkauft. Trotz Denkmalschutz wurde die Fassade des Bahnhofsgebäudes neu gestaltet.
Flacht ist im Nahverkehr an Regionalbuslinien angeschlossen, die im Auftrag des Verkehrsverbund Rhein-Mosel (VRM) verkehren.

## Heutige Nutzung
Das Bahnhofsgebäude ist ein privates Wohnhaus. Am Bahnhof Flacht finden Draisinenfahrten organisiert durch den Verein Arbeitskreis Aartalbahn e. V. statt.